# Julio Burell y Cuéllar
Julio Burell y Cuéllar (Iznájar, 1 de febrero de 1859-Madrid, 21 de febrero de 1919) fue un periodista y político español, ministro de Instrucción Pública y Bellas Artes y ministro de la Gobernación durante el reinado de Alfonso XIII.

## Biografía
Nació el 1 de febrero de 1859 en Iznájar. Miembro del Partido Liberal, inició su carrera parlamentaria como diputado por La Coruña en las elecciones de 1886. En 1896 ocuparía un escaño representativo de Pontevedra y en 1903 nuevamente de La Coruña. Desde entonces y hasta 1918 obtendría un escaño por la provincia de Jaén. Ejerció de gobernador civil de la provincia de Toledo entre el 6 de diciembre de 1900 y el 13 de marzo de 1901.
Ministro de Instrucción Pública y Bellas Artes entre el 9 de junio de 1910 y el 2 de enero de 1911, repetiría al frente de esta cartera ministerial entre el 9 de diciembre de 1915 y el 19 de abril de 1917 en un gabinete Romanones y entre el 9 de noviembre y el 5 de diciembre de 1918 en un gabinete García Prieto.
Ejerció asimismo ministro de la Gobernación entre el 19 de abril y el 11 de junio de 1917.
Como periodista trabajó en El Progreso y en El Heraldo fundando, en 1904, El Gráfico, el primer diario ilustrado con fotografías que hubo en España. En esos años trabó amistad con varios escritores del 98. Es oportuno reseñar que de su amistad con Valle Inclán —quien proporcionó más de una prebenda en la Administración— queda el personaje del ministro en Luces de Bohemia en él inspirado; de la que mantuvo con Pío Baroja la referencia al viaje a Toledo que aparece en la novela Camino de Perfección. Elegido académico de la Real Academia Española no llegó sin embargo a ingresar como miembro.
Casado con María Luisa de la Mata y Regüeiferos, condesa de Torre Mata, tuvo tres hijos: José, Consuelo, y Marìa Aurora.